# Epicauta rufifrons
Epicauta rufifrons es una especie de coleóptero de la familia Meloidae.

## Distribución geográfica
Habita en los territorios que antes se llamaban Caffraria en África.